# M75 (astronomia)
M 75 (conosciuto anche come NGC 6864) è un ammasso globulare visibile nella costellazione del Sagittario.

## Osservazione

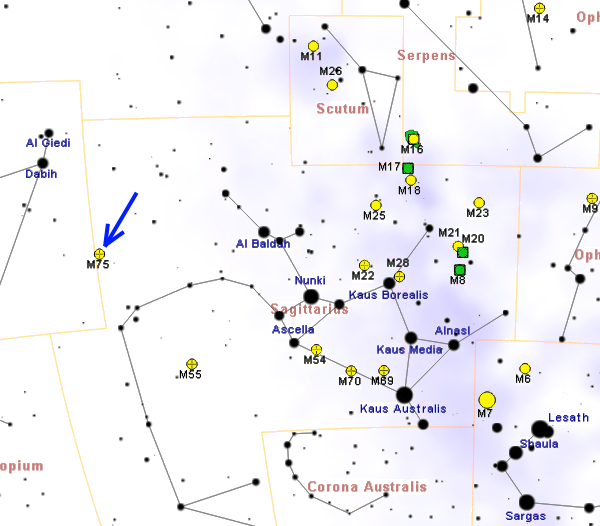
Mappa per individuare M75.

M75 si trova in una regione povera di stelle luminose, sebbene il campo stellare in cui si trova sia ricco di stelle deboli di fondo: per raggiungerlo si può far riferimento alla stella β Capricorni, dalla quale occorre muoversi circa 3° verso sud-ovest. M75 è uno degli ammassi globulari più compatti e concentrati; per individuarlo occorrono strumenti non piccoli, come un binocolo 11x80, mentre la sua risoluzione può essere tentata soltanto con telescopi abbastanza grandi.
M75 può essere osservato con discreta facilità da gran parte delle aree popolate della Terra, grazie al fatto che è situato a una declinazione non eccessivamente australe: in alcune aree del Nord Europa e del Canada, nei pressi del circolo polare artico, la sua visibilità è comunque impossibile, mentre nell'Europa centrale appare molto basso; dall'emisfero sud M75 è ben visibile alto nelle notti dell'inverno australe. Il periodo migliore per la sua osservazione nel cielo serale è quello compreso fra giugno e ottobre.

## Storia delle osservazioni
Fu scoperto da Pierre Méchain nel 1780 e incluso nel catalogo di nebulose e ammassi stellari di Charles Messier lo stesso anno; quest'ultimo la descrisse come una "nebulosa senza stelle tra Sagittarius e la testa del Capricorno". Il primo a risolverlo in stelle fu William Herschel, assieme a numerosi altri ammassi globulari.

## Caratteristiche
M75 si trova a una distanza di circa 67.500 anni luce dalla Terra e le sue dimensioni nella volta celeste si traducono in un raggio reale di 65 anni luce; è classificato nella classe I, il che significa che è uno degli ammassi globulari aventi la concentrazione più densa conosciuta di stelle.  La magnitudine assoluta di M75 è di -8.5 ed è pari a circa 180.000 volte più luminoso del Sole.

### Libri
- (EN) Stephen James O'Meara, Deep Sky Companions: The Messier Objects, Cambridge University Press, 1998, ISBN 0-521-55332-6.

### Carte celesti
- Toshimi Taki, Taki's 8.5 Magnitude Star Atlas, su geocities.jp, 2005. URL consultato il 7 novembre 2010 (archiviato dall'url originale il 5 novembre 2018). - Atlante celeste liberamente scaricabile in formato PDF.
- Tirion, Rappaport, Lovi, Uranometria 2000.0 - Volume II - The Southern Hemisphere to +6°, Richmond, Virginia, USA, Willmann-Bell, inc., 1987, ISBN 0-943396-15-8.
- Tirion, Sinnott, Sky Atlas 2000.0 - Second Edition, Cambridge, USA, Cambridge University Press, 1998, ISBN 0-933346-90-5.
- Tirion, The Cambridge Star Atlas 2000.0, 3ª ed., Cambridge, USA, Cambridge University Press, 2001, ISBN 0-521-80084-6.